# Spécialité médicale

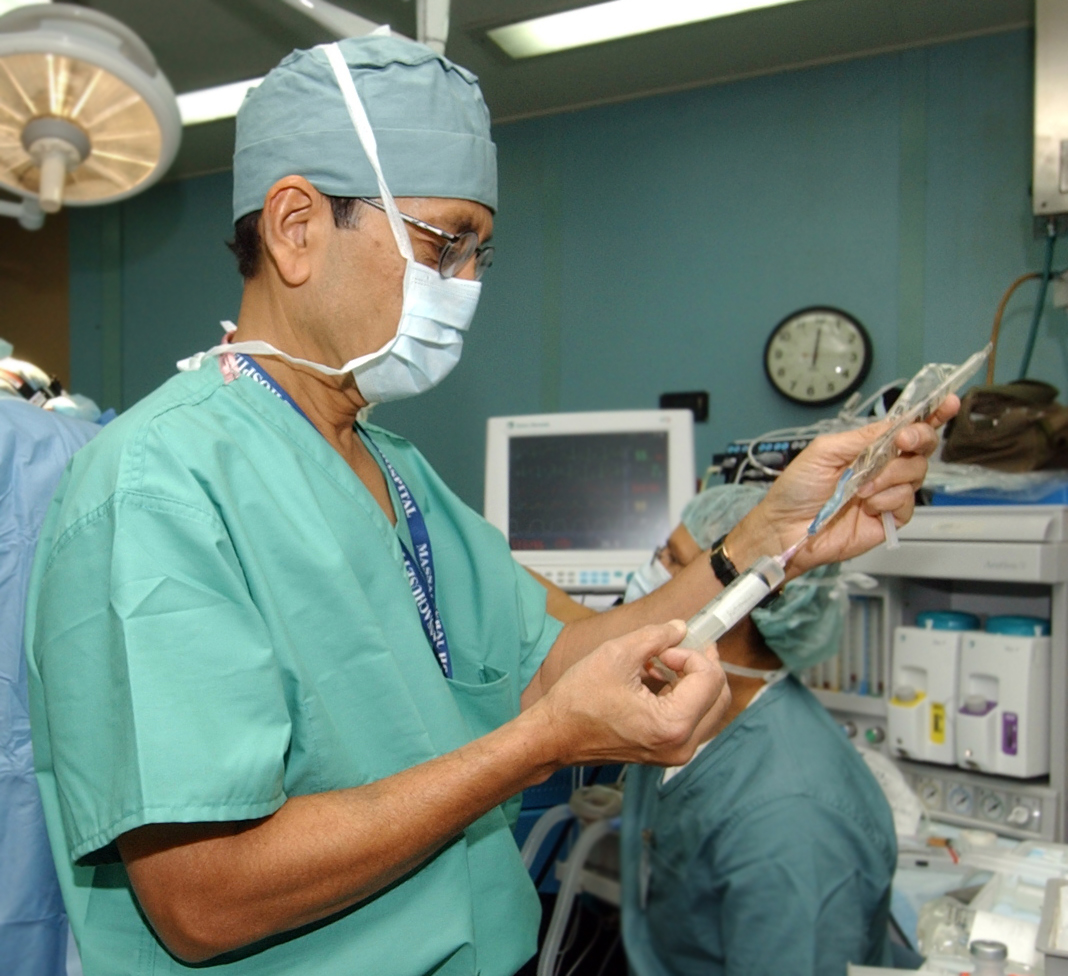
L'anesthésiologie est une spécialité médicale

Une spécialité médicale est une branche de la pratique médicale. Après avoir terminé le tronc commun des études de médecine, les médecins continuent leur formation médicale dans une spécialité spécifique de la médecine, devenant ainsi un médecin spécialiste.

## Histoire
Dans une certaine mesure, les médecins ont toujours été spécialisés. Selon Galien, la spécialisation était courante chez les médecins romains. Le système de spécialités médicales a progressivement évolué au cours du XIXe siècle. Les médecins sont des personnes qui soignent les humains et qui ont une particularité médicale.

## Classification
Les spécialités médicales peuvent être classées selon plusieurs axes. Ceux-ci sont :
- la chirurgie ou la médecine interne ;
- la tranche d'âge des patients ;
- le diagnostic ou la thérapeutique ;
- la technique utilisée ou l'organe étudié.

Tout au long de l'histoire, le plus important a été la division en spécialités de chirurgie et de médecine interne. Les spécialités chirurgicales sont les spécialités dans lesquelles une partie importante du diagnostic et de traitement est atteint dans les principales techniques chirurgicales. Les spécialités de médecine interne sont les spécialités dans lesquelles le diagnostic et le traitement principal n'est jamais une intervention chirurgicale majeure. Dans certains pays, l'anesthésiologie est classée comme une discipline chirurgicale, car elle est essentielle dans le processus chirurgical, bien que les anesthésistes n'effectuent jamais eux-mêmes d'intervention chirurgicale majeure.
De nombreuses spécialités sont basées sur les organes. De nombreux symptômes et maladies proviennent d'un organe particulier. D'autres sont basées principalement autour d'un ensemble de techniques, telles que la radiologie, qui a été initialement basée autour des rayons X.
La tranche d'âge des patients vus par un spécialiste donné peut être très variable. Les pédiatres gèrent la plupart des plaintes et des maladies chez les enfants, et il y a plusieurs sous-spécialités (formelle ou informelle) en pédiatrie qui imitent les spécialités à base d'organes chez les adultes.

## Liste des spécialités les plus communes dans le monde

### Spécialités les plus communes
| Nom de la spécialité | Description |
| -------------------- | --- |
| Andrologie           | Spécialité médicale et chirurgicale qui s'intéresse aux problèmes liés à l'appareil génital et reproducteur masculin (prostate, pénis, testicules), et les affections des voies urinaires                                               |
| Urologie             | Spécialité médicale et chirurgicale qui s'intéresse aux problèmes liés à l'appareil génital et reproducteur masculin (prostate, pénis, testicules), et les affections des voies urinaires                                               |
| Cardiologie          | Spécialité de la médecine qui étudie l'appareil cardiovasculaire, c'est-à-dire le cœur et aux vaisseaux (artères et veines) |
| Gynécologie          | Domaine médical qui étudie et traite les différentes pathologies de l'appareil génital de la femme et les troubles hormonaux féminins                                                                                                   |
| Obstétrique          | Domaine médical qui étudie et traite les différentes pathologies de l'appareil génital de la femme et les troubles hormonaux féminins                                                                                                   |
| Pédiatrie            | Spécialité médicale qui se consacre à l'enfant |
| Otorhinolaryngologie | Elle traite les maladies de la tête et du cou, et plus spécifiquement de l'oreille (oto), du nez (rhino) et de la gorge (larynx) |
| Neurologie           | Spécialité médicale s'intéressant au fonctionnement et aux maladies des systèmes nerveux central (cerveau et moelle épinière) |
| Dermatologie         | Spécialité médicale qui s'intéresse à l'étude de la peau, des cheveux, des poils et des ongles ainsi qu'à la prévention, au diagnostic et au traitement des maladies qui les touchent                                                   |
| Gastro-entérologie   | Branche de la médecine étudiant l'appareil digestif, ses pathologies ainsi que leurs traitements. |
| Rhumatologie         | Spécialité médicale consacrée au traitement des maladies de l'appareil locomoteur : notamment les maladies des os, des articulations et des muscles                                                                                     |
| Néphrologie          | Spécialité médicale visant à prévenir, diagnostiquer et soigner les maladies des reins |
| Hématologie          | Spécialité médicale s'intéressant aux éléments constituant le sang (globules rouges et blancs, plaquettes sanguines…), la lymphe et les organes les sécrétant (moelle osseuse, rate, amygdales) ainsi qu'aux maladies qui y sont liées. |
| Ophtalmologie        | Spécialité médico-chirurgicale et optique, traite de l'anatomie, de la physiologie et des affections de l'œil |
| Pneumologie          | Spécialité médicale qui s'intéresse principalement aux maladies d'origine pulmonaire |
| Psychiatrie          | Spécialité médicale qui consacre au diagnostic, à la prévention et aux traitements des maladies mentales et pychiques |

#### Autres spécialités
- Allergologie
- Anesthésiologie
- Radiologie
- Chirurgie plastique
- Hépatologie
- Immunologie
- Infectiologie
- Médecine interne
- Médecine nucléaire
- Néonatologie
- Odontologie
- Oncologie
- Orthopédie
- Podologie

## Liste des spécialités par pays

### Belgique
En Belgique, à la fin des 6 années (7 années avant 2012) d'études en Médecine, l'étudiant reçoit le titre de « Médecin ». Toutefois, ce dernier ne l'autorise pas à pratiquer dans le cadre de l'Institut national d'assurance maladie invalidité (INAMI). La formation doit donc obligatoirement être complétée par un master de spécialisation (en médecine générale ou dans une autre spécialité médicale) qui donne, quant à lui, accès à un diplôme permettant de pratiquer dans ce cadre. Celui-ci peut durer entre 3 ans et 6 ans.
Ces spécialisations sont soumises à des quotas fédéraux. Dans ce contexte, tout candidat doit suivre la procédure d'admission aux spécialités médicales et présenter une épreuve de sélection pour chaque spécialisation choisie.
Voici la liste des spécialités médicales qui peuvent être suivies à l'UCLouvain (université catholique de Louvain), à l'ULB (université libre de Bruxelles) ou à l'ULiège (université de Liège).
- Anatomo-pathologie (5 ans).
- Anesthésie-réanimation (5 ans).
- Biologie médicale (5 ans).
- Cardiologie (6 ans).
- Chirurgie (6 ans).
- Chirurgie plastique, chirurgie reconstructrice et chirurgie esthétique (6 ans).
- Dermatologie-Vénérologie (5 ans).
- Gastroentérologie (6 ans).
- Gériatrie (6 ans).
- Gynécologie-obstétrique (5 ans).
- Médecine légale (5 ans).
- Gestion des données de santé (2 ans).
- Médecine d'expertise et d'évaluation du dommage corporel (2 ans).
- Médecine du travail (4 ans).
- Médecine générale (3 ans).
- Médecine aiguë (3 ans).
- Médecine d’urgence (6 ans).
- Médecine interne (5 ans).
- Médecine nucléaire (5 ans).
- Médecine physique et réadaptation (5 ans).
- Neurochirurgie (6 ans).
- Neurologie (5 ans).
- Ophtalmologie (4 ans).
- Chirurgie orthopédique (6 ans).
- Oncologie (6 ans).
- Oto-rhino-laryngologie (5 ans).
- Pédiatrie (5 ans).
- Pneumologie (6 ans).
- Psychiatrie adulte (5 ans).
- Psychiatrie infanto-juvénile (5 ans).
- Radiothérapie (5 ans).
- Radiologie (5 ans).
- Rhumatologie (6 ans).
- Stomatologie (5 ans).
- Urologie (6 ans).

### Canada

#### Québec
Au Québec, il y a plus de 9 000 médecins spécialistes. 
Quatre universités québécoises offrent la formation en médecine soit l'Université Laval , à Québec, l'Université de Sherbrooke, en Estrie, l'Université de Montréal et l'Université McGill , toutes deux à Montréal. Chacune des facultés de médecine est associée à un Centre hospitalier universitaire (CHU) où les futurs médecins effectuent leur résidence.
Il y a 54 spécialités médicales officielles au Québec et reconnues par le Collège des médecins du Québec (www.cmq.org) :
- Anatomo-pathologie (5 ans)
- Anesthésiologie (5 ans)
- Biochimie médicale (5 ans)
- Cardiologie (adulte ou pédiatrique) (6 ans)
- Chirurgie cardiaque (6 ans)
- Chirurgie colorectale  (6 ans)
- Chirurgie générale (5 ans)
- Chirurgie générale oncologique (7 ans)
- Chirurgie générale pédiatrique (7 ans)
- Chirurgie orthopédique (5 ans)
- Chirurgie plastique (5 ans)
- Chirurgie thoracique (7 ou 8 ans)
- Chirurgie vasculaire (5 ans)
- Dermatologie (5 ans)
- Endocrinologie et métabolisme
- Gastroentérologie (5 ans)
- Génétique médicale (5 ans)
- Gériatrie (5 ans)
- Hématologie (5 ans)
- Hématologie/oncologie pédiatrique  (6 ans)
- Immunologie clinique et allergie (5 ans)
- Maladies infectieuses (5 ans)
- Médecine communautaire (5 ans)
- Médecine d’urgence (5 ans)
- Médecine d’urgence pédiatrique (5 ans)
- Médecine de famille (2 ans)
- Médecine de l'adolescence (5 ans)
- Médecine de soins intensifs (adulte ou pédiatrique) (5 ans)
- Médecine du travail (5 ans)
- Médecine interne (5 ans)
- Médecine maternelle et fœtale (7 ans)
- Médecine néonatale et périnatale (5 ans)
- Médecine nucléaire (5 ou 6 ans)
- Médecine physique et de réadaptation (5 ans)
- Microbiologie médicale (5 ans)
- Néphrologie (5 ans)
- Neurochirurgie (6 ans)
- Neurologie (5 ans)
- Neuropathologie (5 ans)
- Obstétrique et gynécologie (5 ans)
- Oncologie gynécologique (7 ans)
- Oncologie médicale (5 ou 6 ans)
- Ophtalmologie (5 ans)
- Oto-rhino-laryngologie et chirurgie cervico-faciale (5 ans)
- Pathologie générale (5 ans)
- Pathologie hématologique (4 ans)
- Pathologie judiciaire (6 ans)
- Pédiatrie (5 ans)
- Pneumologie (adulte ou pédiatrique) (5 ans)
- Psychiatrie (5 ans)
- Radiologie diagnostique (5 ans)
- Radio-oncologie (5 ans)
- Rhumatologie (5 ans)
- Urologie (5 ans)

La Fédération des médecins spécialistes du Québec (www.fmsq.org) regroupe 35 associations de spécialités médicales puisque deux d'entre elles  (l’hématologie et l’oncologie médicale) ont fusionné leurs associations respectives pour n’en former qu’une seule.

### France
Tous les étudiants en médecine passent à la fin du deuxième cycle les Épreuves classantes nationales pour choisir leurs spécialités. Devenir medecin nécessite l'obtention d'un DES (diplôme d'études spécialisées). Avant 2017 il existait aussi des DESC (diplôme d'études spécialisées complémentaires) qualifiant (pour les spécialités chirurgicales) ou non qualifiant. Ces DESC sont maintenant abandonnés et sont intégrés en option dans les différents DES ou dans les formations spécialisées transversales. Certaines pratiques thérapeutiques, comme la Podologie ou la Kinésithérapie sont des spécialités paramédicales et ne font pas partie du cursus de médecine. Les DES sont classés en 3 catégories Médecine ; Chirurgie ; ainsi qu'un DES de Biologie médicale, 
Liste des diplômes d'études spécialisées (DES) en médecine depuis 2017 :
- DES d’Allergologie ;
- DES d’Anatomie et cytologie pathologiques ;
- DES d'Anesthésie-réanimation ;
- DES de Dermatologie et Vénérologie ;
- DES d’Endocrinologie-Diabétologie-Nutrition ;
- DES de Génétique médicale ;
- DES de Gériatrie ;
- DES de Gynécologie médicale ;
- DES d’Hématologie ;
- DES d’Hépato-Gastro-entérologie ;
- DES de Maladies infectieuses et tropicales ;
- DES de Médecine cardiovasculaire ;
- DES de Médecine générale ;
- DES de Médecine interne et Immunologie clinique ;
- DES de médecine intensive-Réanimation ;
- DES de Médecine légale et expertises médicales ;
- DES de Médecine nucléaire ;
- DES de Médecine et santé au travail  ;
- DES de Médecine d'urgence ;
- DES de Médecine physique et de réadaptation ;
- DES de Médecine vasculaire ;
- DES de Néphrologie ;
- DES de Neurologie ;
- DES d’Oncologie ;
- DES de Pédiatrie ;
- DES de Pneumologie ;
- DES de Psychiatrie ;
- DES de Radiologie et imagerie médicale ;
- DES de Rhumatologie ;
- DES de Santé publique

Liste des diplômes d'études spécialisées (DES) en chirurgie depuis 2017 : 
- DES de Chirurgie maxillo-faciale
- DES de Chirurgie orale ;
- DES de Chirurgie orthopédique et traumatologique ;
- DES de Chirurgie pédiatrique ;
- DES de Chirurgie plastique, reconstructrice et esthétique ;
- DES de Chirurgie thoracique et cardiovasculaire ;
- DES de Chirurgie vasculaire ;
- DES de Chirurgie viscérale et digestive ;
- DES de Gynécologie obstétrique ;
- DES de Neurochirurgie ;
- DES d’Ophtalmologie ;
- DES d’Oto-rhino-laryngologie et chirurgie cervico-faciale ;
- DES d’Urologie ;

### Tunisie
Liste des spécialités médicales et chirurgicales officielles en Tunisie:
Spécialités médicales
| médecine de famille                                          |
| médecine interne                                             |
| maladies infectieuses                                        |
| réanimation médicale                                         |
| carcinologie médicale                                        |
| nutrition et maladies nutritionnelles                        |
| hématologie clinique                                         |
| endocrinologie                                               |
| cardiologie                                                  |
| néphrologie                                                  |
| neurologie                                                   |
| pneumologie                                                  |
| rhumatologie                                                 |
| gastro-entérologie                                           |
| médecine physique, rééducation et réadaptation fonctionnelle |
| dermatologie                                                 |
| pédiatrie                                                    |
| psychiatrie                                                  |
| pédopsychiatrie                                              |
| imagerie médicale                                            |
| radiothérapie carcinologique                                 |
| médecine légale                                              |
| médecine de travail                                          |
| médecine préventive et communautaire                         |
| anatomie et cytologie pathologiques                          |
| médecine d'urgence                                           |

Spécialités chirurgicales
| anesthésie-réanimation                         |
| chirurgie générale                             |
| chirurgie carcinologique                       |
| chirurgie thoracique                           |
| chirurgie vasculaire périphérique              |
| chirurgie neurologique                         |
| chirurgie urologique                           |
| chirurgie plastique, réparatrice et esthétique |
| chirurgie orthopédique et traumatologique      |
| chirurgie pédiatrique                          |
| chirurgie cardio-vasculaire                    |
| ophtalmologie                                  |
| oto-rhino-laryngologie                         |
| stomatologie et chirurgie maxillo-faciale      |
| gynécologie-obstétrique                        |

Biologie et disciplines fondamentales
| biologie médicale - option biochimie       |
| biologie médicale - option microbiologie   |
| biologie médicale - option parasitologie   |
| biologie médicale - option immunologie     |
| biologie médicale - option hématologie     |
| histo-embryologie                          |
| physiologie et explorations fonctionnelles |
| biophysique et médecine nucléaire          |
| pharmacologie                              |
| génétique                                  |
| anatomie                                   |